# Бромид диспрозия(III)
Бромид диспрозия(III) — неорганическое соединение, 
соль диспрозия и бромистоводородной кислоты с формулой DyBr3,
бесцветные кристаллы,
растворяется в воде,
образует кристаллогидрат.

## Получение
- Действие газообразного бромистого водорода на опилки диспрозия:

{\displaystyle {\mathsf {2Dy+6HBr\ {\xrightarrow {T}}\ 2DyBr_{3}+3H_{2}}}}
- Бромирование металлического диспрозия:

{\displaystyle {\mathsf {2Dy+3Br_{2}\ {\xrightarrow {300^{o}C}}\ 2DyBr_{3}}}}

## Физические свойства
Бромид диспрозия(III) образует бесцветные гексагональные гигроскопичные кристаллы.
Образует кристаллогидрат состава DyBr3•xH2O.